# سیارک ۳۶۶۱
سیارک ۳۶۶۱ (به انگلیسی: 3661 Dolmatovskij، نامگذاری:1979UY3) سه هزار و ششصد و شصت و یکمین سیارک کشف شده‌است که در ۱۶ اکتبر ۱۹۷۹ کشف شد.
قدر مطلق سیارک برابر ۱۲٫۰۰ است.